# یک رسالت
« یک رسالت» تک‌آهنگی از هنرمند اهل کانادا سلین دیون است که در  ۲۱ ژانویه ۲۰۰۸ منتشر شد.